# Ceraphron
Ceraphron är ett släkte av steklar som beskrevs av Louis Jurine 1807.
Ceraphron ingår i familjen pysslingsteklar.

## Dottertaxa tillCeraphron, i alfabetisk ordning[1][2]
- Ceraphron abnormis
- Ceraphron achilles
- Ceraphron adonis
- Ceraphron aguinaldoi
- Ceraphron alticola
- Ceraphron amphimelas
- Ceraphron amplus
- Ceraphron ankaratrae
- Ceraphron apelles
- Ceraphron apollo
- Ceraphron ater
- Ceraphron atlas
- Ceraphron atriceps
- Ceraphron aureus
- Ceraphron auripes
- Ceraphron australicus
- Ceraphron barbieri
- Ceraphron bessalis
- Ceraphron bestiola
- Ceraphron bicolor
- Ceraphron bifasciatipennis
- Ceraphron bispinosus
- Ceraphron brevicornis
- Ceraphron brevipennis
- Ceraphron bruchi
- Ceraphron caccabatus
- Ceraphron californicus
- Ceraphron calliope
- Ceraphron carinatus
- Ceraphron carlylei
- Ceraphron cavifrons
- Ceraphron cephalonica
- Ceraphron cephalotes
- Ceraphron chouvakhinae
- Ceraphron cicerinum
- Ceraphron clavatus
- Ceraphron coactiliarius
- Ceraphron compactus
- Ceraphron concinnus
- Ceraphron confusus
- Ceraphron conjunctus
- Ceraphron corynephorus
- Ceraphron crassiusculus
- Ceraphron crenulatus
- Ceraphron croceipes
- Ceraphron croesus
- Ceraphron cursor
- Ceraphron daphnis
- Ceraphron depressus
- Ceraphron diana
- Ceraphron dichromus
- Ceraphron doddi
- Ceraphron elongatus
- Ceraphron eriophorus
- Ceraphron erythrothorax
- Ceraphron facialis
- Ceraphron fasciatus
- Ceraphron flaviceps
- Ceraphron flavicornis
- Ceraphron flavicoxa
- Ceraphron flaviscapus
- Ceraphron flaviventris
- Ceraphron flavus
- Ceraphron formicarius
- Ceraphron fulvus
- Ceraphron fummipennis
- Ceraphron fuscicornis
- Ceraphron gallicola
- Ceraphron giraulti
- Ceraphron glabricornis
- Ceraphron graecus
- Ceraphron grenadensis
- Ceraphron helena
- Ceraphron hemipterus
- Ceraphron hercules
- Ceraphron heterothysanus
- Ceraphron huggerti
- Ceraphron inflatus
- Ceraphron io
- Ceraphron iole
- Ceraphron irokoi
- Ceraphron ivorensis
- Ceraphron kamiyae
- Ceraphron laticornis
- Ceraphron leai
- Ceraphron longistriatus
- Ceraphron longulus
- Ceraphron lycaon
- Ceraphron macroneurus
- Ceraphron magnicornis
- Ceraphron masneri
- Ceraphron megacephalus
- Ceraphron melanocerus
- Ceraphron melantatocephalus
- Ceraphron mellicornis
- Ceraphron mellipes
- Ceraphron meridianus
- Ceraphron meridionalis
- Ceraphron minutus
- Ceraphron modicus
- Ceraphron mugitamae
- Ceraphron muscophilus
- Ceraphron myrmecophilus
- Ceraphron myrmicarum
- Ceraphron naivashae
- Ceraphron narcissus
- Ceraphron nasutus
- Ceraphron nevadensis
- Ceraphron nigraticeps
- Ceraphron nigrelliceps
- Ceraphron notauliciferus
- Ceraphron nubeculatus
- Ceraphron obscurus
- Ceraphron oenone
- Ceraphron omphale
- Ceraphron orbitalis
- Ceraphron pacificus
- Ceraphron pallipes
- Ceraphron parvalatus
- Ceraphron pedalis
- Ceraphron pedes
- Ceraphron planus
- Ceraphron plebeius
- Ceraphron pleurostriatus
- Ceraphron politifrons
- Ceraphron pristomicrops
- Ceraphron pulcher
- Ceraphron pulcherrimus
- Ceraphron punctatellus
- Ceraphron punctatus
- Ceraphron queenslandicus
- Ceraphron quissetensis
- Ceraphron rhopalatos
- Ceraphron robustus
- Ceraphron rufigena
- Ceraphron rugifrons
- Ceraphron sanctivincenti
- Ceraphron sarpedon
- Ceraphron saxatilis
- Ceraphron schwarzi
- Ceraphron scoticus
- Ceraphron serraticornis
- Ceraphron siwalikus
- Ceraphron soavinae
- Ceraphron solitarius
- Ceraphron somali
- Ceraphron speciosissimus
- Ceraphron speculiger
- Ceraphron splendens
- Ceraphron splendidus
- Ceraphron squamiger
- Ceraphron stenopterus
- Ceraphron striolatus
- Ceraphron stupendus
- Ceraphron subopacus
- Ceraphron sulcatifrons
- Ceraphron sulcatus
- Ceraphron sylviae
- Ceraphron tasmanicus
- Ceraphron temporalis
- Ceraphron tertius
- Ceraphron testaceipes
- Ceraphron testaceus
- Ceraphron tetraochros
- Ceraphron tetraplastus
- Ceraphron tetratomus
- Ceraphron thegaleos
- Ceraphron thomsoni
- Ceraphron triochros
- Ceraphron trissacantha
- Ceraphron tritomus
- Ceraphron troglodytes
- Ceraphron tsaratananae
- Ceraphron unicolor
- Ceraphron unispinosus
- Ceraphron vagans
- Ceraphron varicornis
- Ceraphron variolosus
- Ceraphron vegrandis
- Ceraphron whittakeri
- Ceraphron vulgaris
- Ceraphron xanthogaster
- Ceraphron ypsilon